# Daio Paper

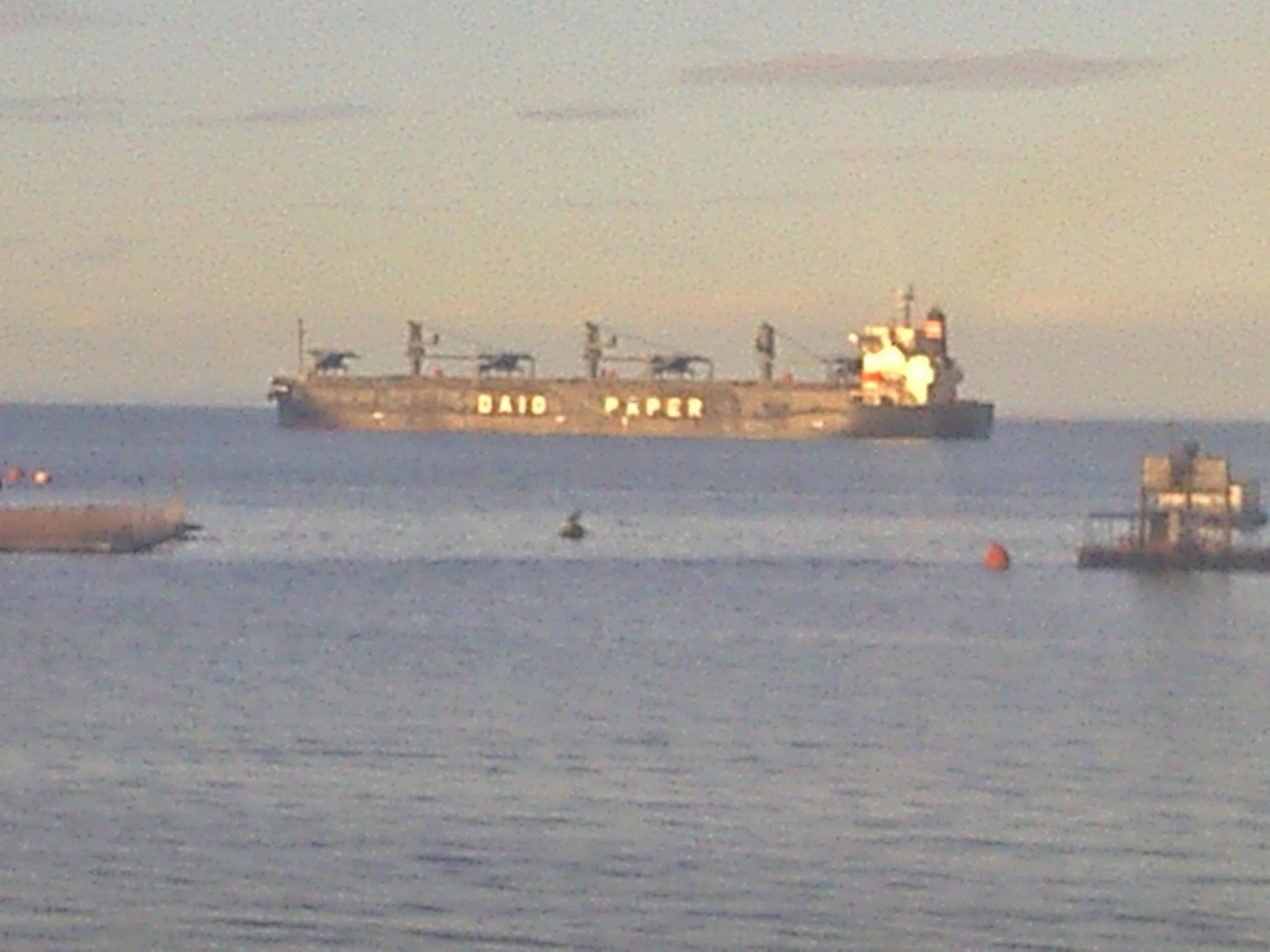
Buque cargado de chips de madera zarpando desde el puerto de Calbuco, Chile.

Daio Paper (大王製紙 Daiō Seishi?) es una compañía que fabrica y comercializa papel y sus derivados. Su denominación oficial en japonés es Daio Seishi K.K. (大王製紙株式会社 Daiō Seishi Kabushikigaisha?), y en inglés es Daio Paper Corp.

## Características
Es la tercera compañía papelera de Japón (25° en el mundo). Produce papeles de uso doméstico, para impresión de periódicos, libros e impresiones en general. En particular, con su marca Elleair (エリエール Eriēru?) es líder en el segmento doméstico.
La empresa cotiza en la Bolsa de Tokio desde el 4 de enero de 1979 con el código 3880.
Fue fundada por Isekichi Ikawa (井川伊勢吉 Ikawa Isekichi?), que nació en la Villa de Mishima (三島村 Mishima-mura?) del Distrito de Uma (en la actualidad parte de la Ciudad de Shikokuchuo). La compañía fue fundada en 1941 con el nombre de Papelera Shikoku (四国紙業 Shikoku Shigyō?). 
El 5 de mayo de 1943 se fusiona con otras 14 empresas para formar Daio Paper. Por esta razón cuenta con oficinas en Tokio, pero su domicilio legal sigue estando en el distrito Mishimakamiyacho (三島紙屋町 Mishimakamiyachō?) de la Ciudad de Shikokuchuo.
La Familia Ikawa (井川家 Ikawa-ke?) sigue ocupando varios cargos dentro de la empresa.
La empresa es patrocinadora del equipo de fútbol profesional Ehime FC y pone su marca Elleair en sus camisetas.

## Principales productos
- Elleair (papel de uso doméstico)
- GOO.N (pañales descartables para bebés)
- elis (toallas femeninas)
- Takecare (pañales descartables para adultos)

Esta empresa hace referencia a los papeles de uso doméstico como tissue (ティシュー tishū?), la pronunciación correcta. Mientras que en Japón es habitual que se lo conozca como tisshu (ティッシュ tisshu?).

## Principales productos con licencia
- Attento (pañales descartables para adultos): con licencia de Procter & Gamble para su fabricación y comercialización en Japón.

Como resultado de la operación, pasó a ocupar el segundo lugar en el mercado de pañales descartables para adulto en cuanto a participación del mercado, por detrás de Unicharm.